# Manuel Vicente Alfredo da Costa

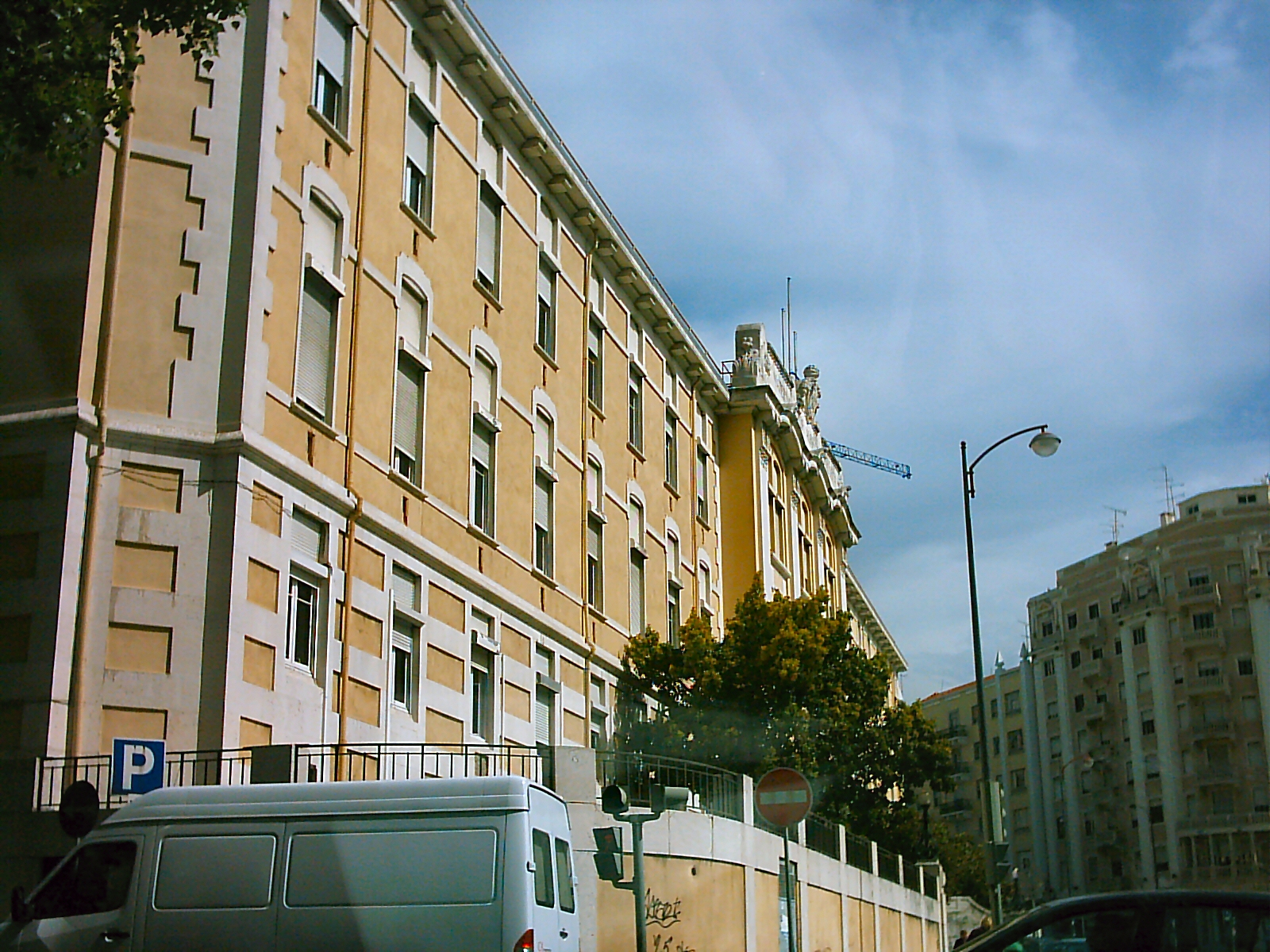
Maternidade Alfredo da Costa.

Manuel Vicente Alfredo da Costa (Margão, Goa, 28 de fevereiro de 1859 — Lapa, Lisboa, 2 de abril de 1910), mais conhecido por Alfredo da Costa, foi um médico e professor de Medicina, pioneiro da obstetrícia em Portugal. O seu nome é recordado na designação da Maternidade Alfredo da Costa. Foi sócio da Academia Real das Ciências de Lisboa e da Sociedade das Ciências Médicas.

## Biografia
Nasceu em Margão, na então Índia Portuguesa, filho de Bernardo Francisco Henriques da Costa (Margão, 12 de fevereiro de 1821 - Diu, 17 de fevereiro de 1896), goês católico, advogado, de ascendência brâmane, e de sua mulher (Lisboa, 15 de Abril de 1858) Luísa Melina Mazoni (Santiago do Chile, c. 1827 - fevereiro de 1881), filha de pai italiano e de mãe francesa. Jutamente com os pais, fixou-se em Portugal quando tinha 9 anos de idade.
Alfredo da Costa licenciou-se em Medicina, em 1884 na Escola Médico-Cirúrgica de Lisboa. Nesse mesmo ano apresentou a sua tese inaugural e três anos mais tarde, a sua tese de doutoramento: Sobre a natureza da febre puerperal.
Em 1885 foi nomeado cirurgião de banco no Hospital de São José, onde foi também director da enfermaria de Santa Maria Ana e onde instalou provisoriamente uma maternidade, iniciando uma orientação para esta área da medicina, a qual lhe veio a conferir o maior reconhecimento público. Entre 1887 e 1897, desempenhou várias funções na Escola Médico-Cirúrgica de Lisboa como a de demonstrador de cirurgia, de lente substituto e de regente de Anatomia Patológica e de Obstetrícia, sucedendo ao Dr. Abílio Mascarenhas, que fora seu professor.
A 21 de dezembro de 1889, aos 30 anos, contraiu matrimónio na Igreja dos Mártires, e, simultaneamente, na Igreja Luterana e Reformada Alemã, devido à diferença religiosa dos noivos, com Inês Andresen, protestante, natural do Porto, filha de Hans Heinrich Andresen, armador naval de origem dinamarquesa, e de sua mulher, Maria Leopoldina Guimarães de Amorim de Brito. Desta união nasceram dez filhos, nomeadamente: Maria Inês (1891), Luísa e Margarida, gémeas (1892), Alfredo Henrique (1893), Palmira (1897), Raquel (1898), Susana (1900), Jorge Henrique (1902), Guilherme Henrique (1905) e Carlos Henrique Andresen da Costa (1907).
Foi Presidente e sócio-fundador da Sociedade das Ciências Médicas de Lisboa, entre 1905 e 1906, organização onde foi também Vice-presidente e membro benemérito.
Desde sempre procurou ser um interveniente activo na sociedade científica da sua época, dando conferências e fazendo apresentações, entre as quais se destaca, pela sua actualidade e importância do conteúdo: A protecção às mulheres grávidas pobres. Foi um dos fundadores da Revista de Medicina e Cirurgia e sócio da Academia Real das Ciências de Lisboa. Como cultor do jornalismo médico colaborou também no Jornal da Sociedade das Ciências Médicas.
É-lhe atribuída a primeira colecistectomia e a operação de Estlander em Portugal, bem como a introdução do método de Volkmann na cura do hidrocelo. Distinguiu-se pela notável colaboração médico-social que deu à Rainha D. Amélia na luta contra a tuberculose, tendo presidido à Comissão Técnica de Assistência Nacional aos Tuberculosos.
Consciente dos problemas da sociedade em relação à saúde da grávida, projectou a criação de uma unidade hospitalar, que fosse responsável pelos partos e pela saúde preventiva das futuras mães, que lhes ensinasse os cuidados a ter com o bebé e que prestasse ainda assistência aos quadros mais graves dos recém-nascidos. Para além disso, desenhou algumas medidas de prevenção para a patologia das puérperas, ganhando um lugar de destaque perante a medicina social da época.
A sua morte precoce impediu-o de concluir o seu grande sonho – o de dotar Lisboa com uma maternidade exemplar e moderna. Essa maternidade viria, de facto, a ser inaugurada 22 anos após a sua morte (1932), sendo-lhe atribuído o nome de Maternidade Alfredo da Costa, em sua homenagem. Um facto revelador da importância da criação desta maternidade é de que, quase um século depois, ainda estamos longe da multiplicação adequada de instituições deste género, para cobrir as necessidades do país.
O Dr. Alfredo da Costa falece aos 51 anos, às 14h15 de 2 de abril de 1910, na sua residência, o número 4 da rua de São Félix, na fregueisa da Lapa, em Lisboa, vítima de cancro da língua e da laringe, tendo já perdido dois dos seus dez filhos, constando deixar apenas oito filhos menores. Não deixa testamento e é sepultado em jazigo de família, no Cemitério do Alto de São João, na mesma cidade.
O acontecimento é noticiado na maioria dos jornais da época, podendo ler-se na edição de 3 de abril de 1910 do Diário Illustrado: "É com todo o sentimento que escrevemos as presentes linhas para noticiar — a vida jornalística tem d'estas dôres! — o fallecimento do sr. dr. Manuel Vicente Alfredo da Costa, que foi um estudante distinctissimo, um professor notavel e um chefe de familia exemplar. Trabalhador incansavel, coração todo generosidade, estimado entre os seus collegas, que o respeitavam pelo muito que sabia e pela sua bondade, dedicou-se á sua profissão que abraçara, e o doente convertia-se para elle n'um amigo, a quem se dedicava por completo. (...) O stoicismo de que deu mostras na sua horrivel doença, uma cyrrose na lingua, de que ha muito vinha soffrendo, mas que ultimamente se aggravou de maneira que se viu forçado a recorrer á intervenção cirurgica do professor Gluck, de Berlim, chega a assombrar (...) Outra vez partiu para Berlim... Nova operação mais profunda, mais radical... mas tudo inutil! O cancro invadira-lhe rapidamente a larynge... (...) Possuindo avultados bens de fortuna, cercado d'uma familia amantissima, respeitado e querido, parecia que a vida lhe parecia sorrir... (...) Na manhã d'hontem pediu para ver sua virtuosa esposa, os irmãos, cunhados, e o seu afilhado Dr. Álvaro Lopes, a quem era em extremo dedicado. De todos se despediu; e elle, que tantas provas de coragem dera, no derradeiro transe, succumbiu... (...) O seu funeral realiza-se hoje ás 2 horas da tarde."